# Iodat de calci
El iodat de calci és un compost inorgànic amb fórmula química Ca(IO₃)₂. També existeix en forma de monohidrat, Ca(IO₃)₂(H₂O). Ambdós compostos són sals que es troben en la natura com a minerals anomenats lautarita i brüggenita, respectivament.

## Producció i reaccions
La lautarita, considera la font mineral més important de iode, és extreta del desert d'Atacama. El processament de la mena implica la reducció dels seus extractes aquosos amb hidrogensulfit de sodi per donar iodur de sodi. Mitjançant una reacció de comproporció, el iodur de sodi és combinat amb la sal del iodat en medi àcid per produir iode elemental. Per exemple, segons la reacció:
10 NaI + Ca(IO₃)₂ + 6 H₂SO₄ → 6 I₂ + 5 Na₂SO₄ + CaSO₄ + 6 H₂O 
El iodat de calci pot ser produït mitjançant l'oxidació anòdica de iodur de calci o fent passar clor a través d'una solució calenta de calç en la qual s'hi ha dissolt iode i després neutralitzant-la amb hidròxid de calci.
I₂ + 5 Cl₂ + 6 H₂O → 2 HIO₃ + 10 HCl
2 HIO₃ + Ca(OH)₂ → Ca(IO₃)₂ + 2 H₂O

## Usos
El iodat de calci es pot fer servir com a suplement de iode en pinsos d'aviram.
El iodat de calci també es fa servir en la fabricació de desinfectants, antisèptics, i desodorants.